# Peperomia parvilimba
Peperomia parvilimba är en pepparväxtart som beskrevs av C. Dc.. Peperomia parvilimba ingår i släktet peperomior, och familjen pepparväxter. Inga underarter finns listade i Catalogue of Life.